# Царський курган

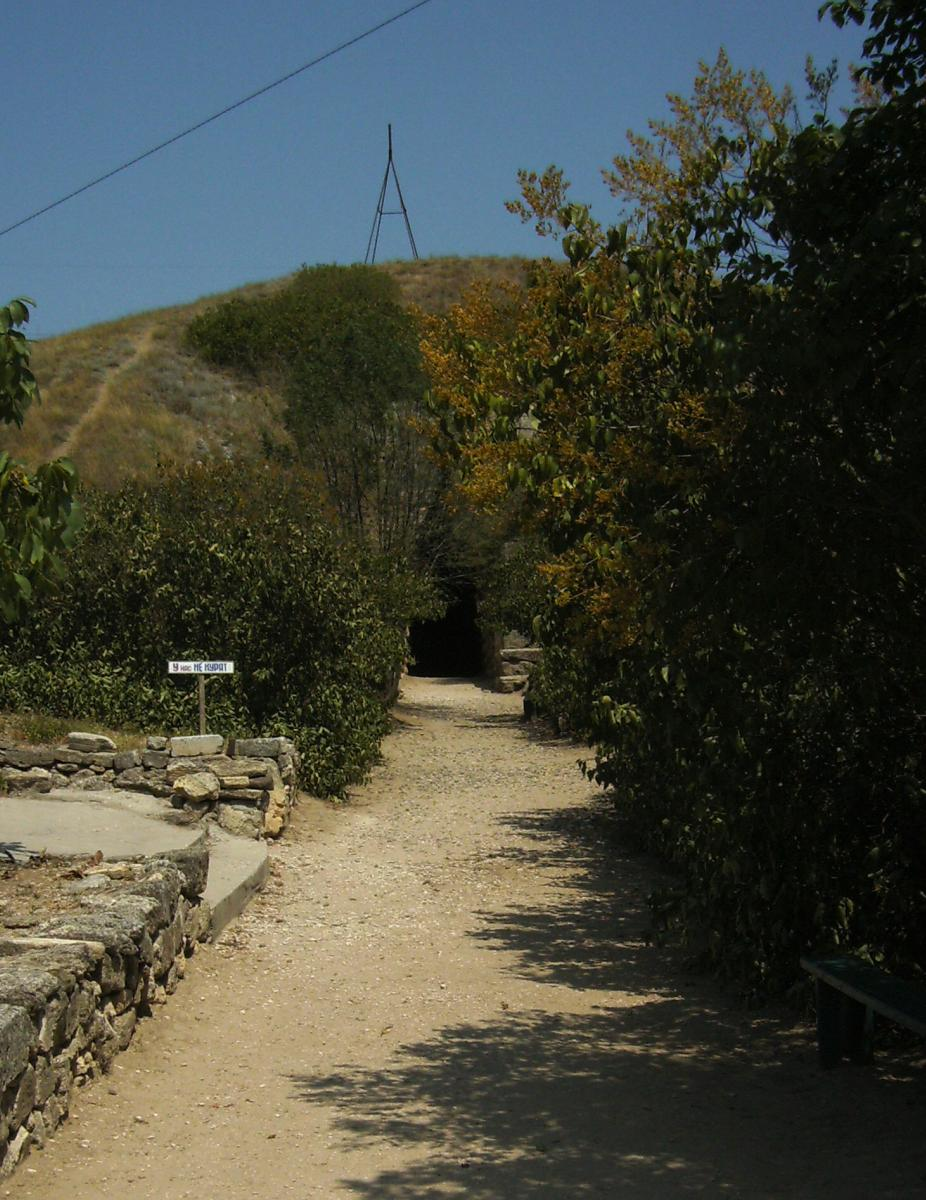
Дромос кургану

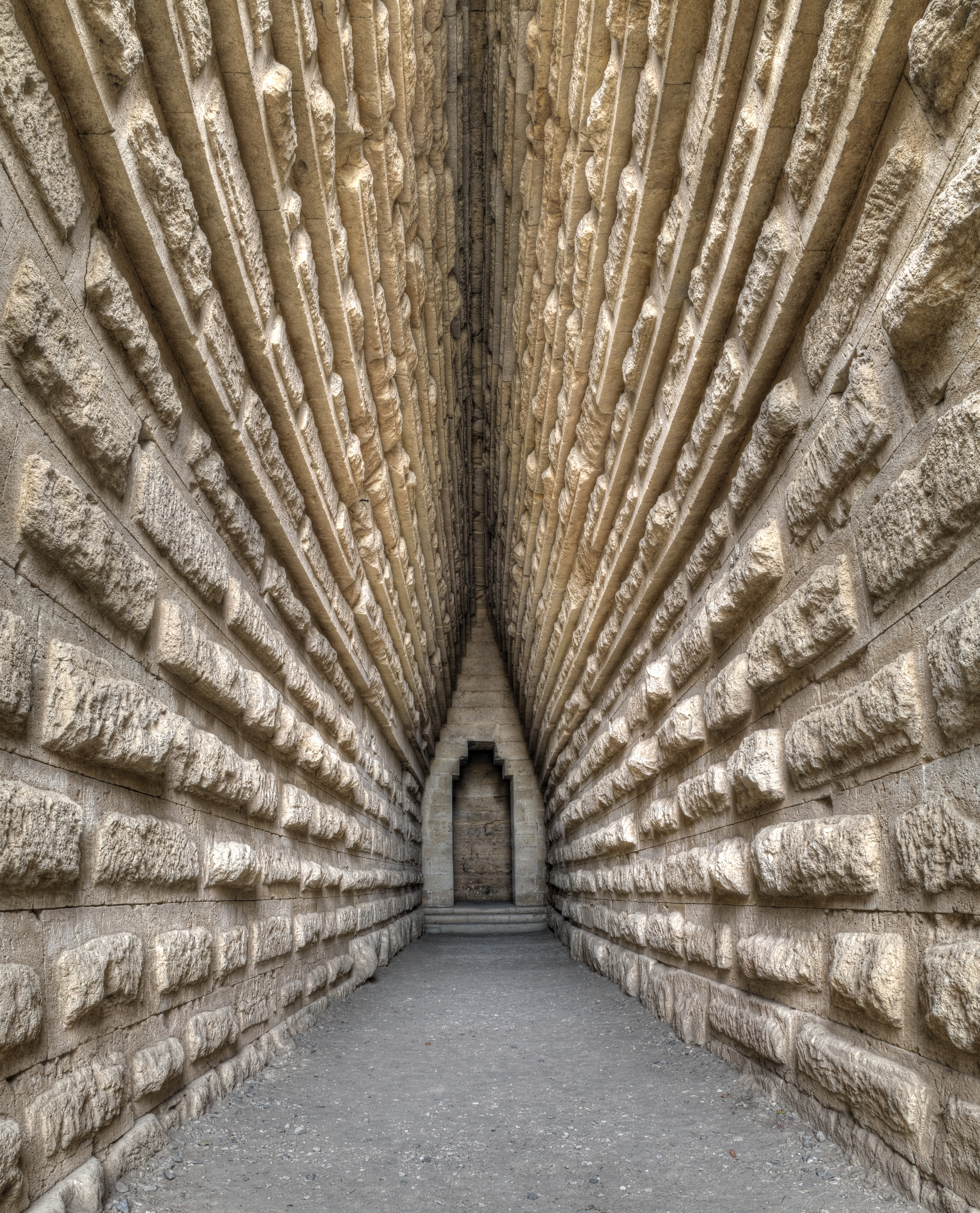
Усередині кургану

Ца́рський курга́н — поховальна споруда IV століття до нашої ери пам'ятка давньогрецької архітектури у Північному Причорномор'ї. Розташований за 4 кілометри на північний схід від Керчі. Заввишки 17 м, окружність — 260 м.
Курган досліджувався Антоном Ашиком у 1837. Під насипом виявлено квадратну поховальну камеру (склеп) прямокутної форми (4,37 на 4,25 м) заввишки 8,37 м. Склеп складений з вапнякових плит та перекритий уступчастим куполом. До поховальної камери веде дромос завдовжки 36 м і заввишки 7,14 м. Стіни дромоса викладені з блоків вапняку й мають стрільчасте перекриття. Сама гробниця обкладена бутом. У насипі зафіксовані прошарки морської трави (камки) та буту. Гробниця повністю пограбована у давнину. Припускають, що в кургані був похований один із боспорських царів (звідси і назва кургану). Можливо, ним був Левкон I (389—349 рр. до н. е.), на правління якого припав економічний розквіт Боспору.
Архітектурну унікальність Царського кургану визначають такі конструктивні елементи: застосований у поховальній камері перехід від прямокутних стін у ступінчасто-кільцеве склепіння, непаралельні стіни дромосу створюють оптичну ілюзію (здається що відстань від камери до виходу значно більша ніж є насправді, а від входу у дромос до камери — навпаки менша).
Царський курган — одна з найбільших уцілілих поховальних споруд полісів Стародавньої Греції. Іншими подібними пам'ятками є гробниця Атрея (16 століття до н. е.).
Популярний туристичний об'єкт належить до одного з відділів Керченського історико-культурного заповідника. Знаходиться поруч із музейним комплексом Аджимушкайських каменярень. Дістатись до нього можна міським транспортом.

## Дивись також
Мітрідат VI Євпатор — цар Понтійського царства (правив 57 років, 120 - 63 роки до н. е.), Аврелій Августин називає його «царем Азії».
Боспорське царство (столиця Пантікапей)
Понтійське царство (столиця Амасія, Синоп)
Поховальна камера та Склепіння

## Джерела та література

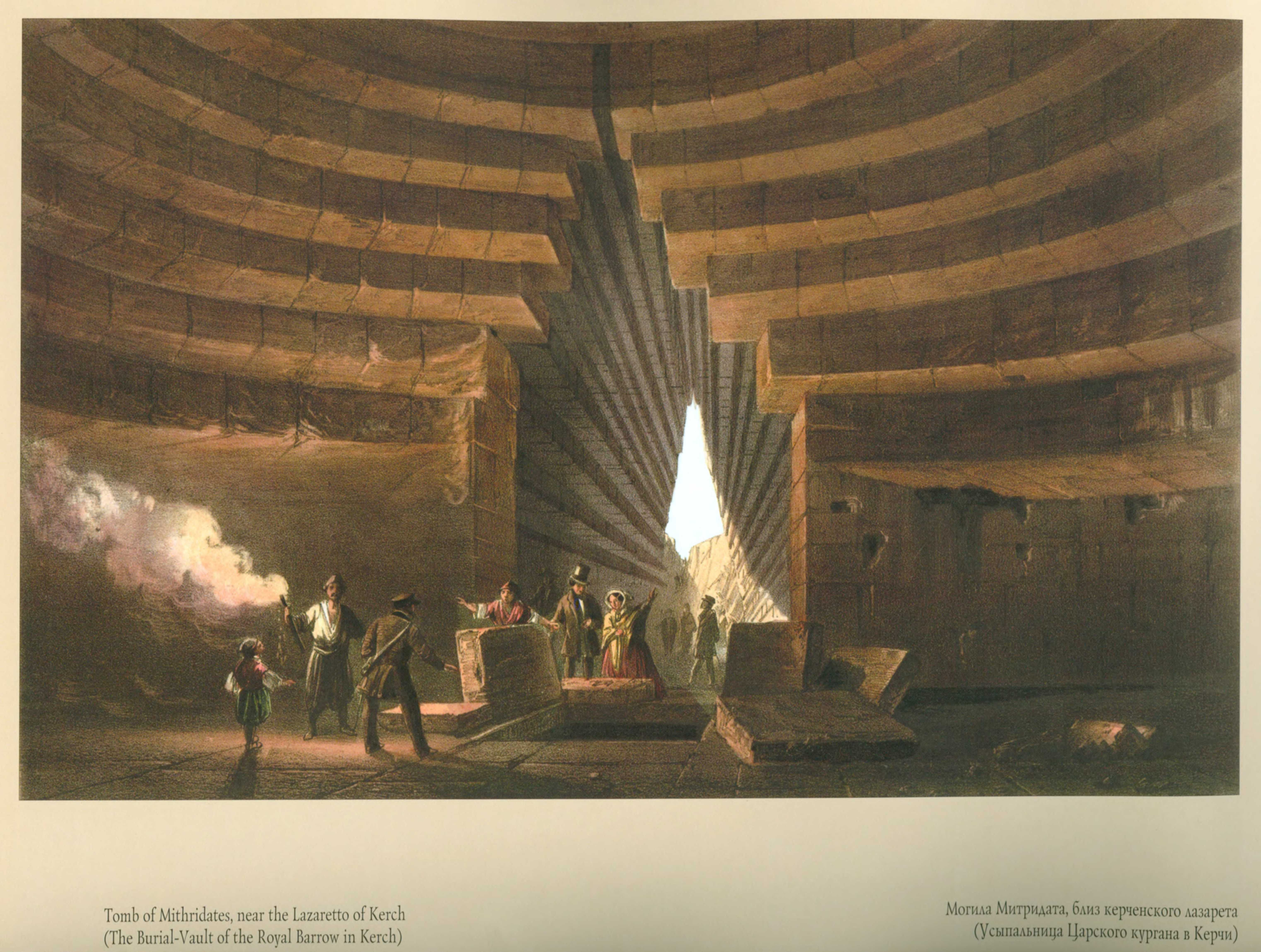
Карло Боссолі. Поховальна камера Мітрідата